# Карипска Холандија
Карипска Холандија или Карипска Низоземска (хол. Caribisch Nederland, пап. Hulanda Karibe), је назив који се односи на три општине Холандије које се налазе у Карипском мору — Бонер, Свети Еустахије и Саба. Захвата површину од око 328 км², где живи приближно 18.000 становника. Званични језик је холандски а говоре се и енглески, папијаменто.
Европска Холандија и Карипска Холандија заједно чине једну од четири конститутивних држава Краљевине Холандије – Холандију.

## Настанак
Ове општине су до 10. октобра 2010. године били у саставу Холандских Антила, једног од делова Краљевине Холандије. Њиховим распадом настали су засебни делови у оквиру Краљевине Холандије — Аруба, Курасао и Свети Мартин. У исто време Саба, Свети Еустахије и Бонер укључени су у састав Холандије.

## Састав
| Застава         | Име             | Главни град | Највећи град | Површина (км²) | Становништво 1.1.2010. | Густина (по км²) |
| --------------- | --------------- | ----------- | ------------ | -------------- | ---------------------- | ---------------- |
| Бонер           | Бонер           | Кралендајк  | Кралендајк   | 294            | 13.389                 | 46               |
| Свети Еустахије | Свети Еустахије | Орањестад   | Орањестад    | 21             | 2.886                  | 137              |
| Саба            | Саба            | Ботом       | Ботом        | 13             | 1.737                  | 134              |
| Укупно          | Укупно          | Укупно      | Укупно       | 328            | 18.012                 | 55               |

## Галерија
- Кралендајк (Бонер)
- Орањестда (Свети Еустахије)
- Ботом (Саба)